# Братя Бъклови
„Братя Бъклови“ е търговско предприятие в Русе.
Неговият шумен фалит през октомври 1929 година е приет от съвременниците му като символичното начало на Голямата депресия в България. В резултат на фалита се създава паника, предизвикала масово изтегляне на влогове от много финансови предприятия, както и увеличаване на необслужваните кредити. 
„Братя Бъклови“ е семейно предприятие със седалище в Русе, което се занимава с търговия на едро с различни стоки и свързаните с тази дейност кредитни операции. Фирмата е регистрирана през 1898 година и продължава дейността на създадената през 1880 година търговска къща на Константин Димитров Бъклов, баща на братя Бъклови. Основните стоки, с които търгува предприятието, са обущарски материали, шевни и плетачни машини, галоши и други. Варненският клон на фирмата е основан в края на ХІХ век, софийският – през 1906 година, а пловдивският – в края на 1926 година.
В края на 20-те години в управлението на фирмата участват братята Петър, Йонко и Панайот Бъклови, родом от Търново, както и Манол Караначев. Централата се управлява от Йонко Бъклов, а софийският клон - от Петър Бъклов и М. Караначев, който е представител на наследниците на Д. К. Бъклов. Пловдивският клон се управлява от К. Христов, а варненският - от Панайот Бъклов.  През този период „Братя Бъклови“ разширяват значително кредита за свои клиенти, но и за собствените си акционери и членове на ръководството, и основават дъщерни предприятия, които се оказват неуспешни. Въпреки това Българската народна банка (БНБ) продължава да увеличава размера на кредитирането им, до момента, в който фалитът става неизбежен.
Фалитът на „Братя Бъклови“ има силен психологически ефект върху стопанския живот в страната, поради своята внезапност и отличната репутация на фирмата. Един от съдружниците, Петър Бъклов, е акционер и член на Управителния съвет на Българската търговска банка, най-голямата частна банка с предимно български капитал, както и член на Управителния съвет на БНБ. Месеци преди фалита управителят на БНБ заявява, че „подписът на братя Бъклови е златен подпис“.